# Falls Dam
Der Falls Dam ist ein Stausee in der Region Otago auf der Südinsel von Neuseeland.

## Geographie
Der Stausee befindet sich im Hochland von Otago zwischen der Hawkdun Range im Osten und der St Bathans Range im Nordwesten. Naseby, als größter Ort in der Gegend, liegt rund 25 km südöstlich des Stausees. Alexandra ist rund 60 km südwestlich zu finden.
Der Stausee besitzt eine Ausdehnung von rund 1,36 km², bei einer Länge von rund 2,3 km und einer maximalen Breite von rund 0,9 km. Das mögliche maximale Wasservolumen des Sees beträgt 110 Millionen Kubikmeter. Die Seehöhe des Sees, die regulär bei rund 570 m angesiedelt ist, kann normalerweise um die 6 m schwanken, doch der See ist bis zum Jahr 1984 schon 12 Mal trocken gefallen, zuletzt in den Jahren 1981 und 1982 und Lecks im Damm auszubessern.

## Staudamm
Der Staudamm ist als Gewichtsstaudamm ausgeführt, der auf der Seeseite über eine Betonwand verfügt und auf der  dem See abgewandten Seite aus Fels- und Erdmaterial besteht. Die Kronenhöhe des 155,5 m langen Bauwerks beträgt 33 m. Errichtet wurde der Staudamm in den Jahren 1931 bis 1935 und dient seither zur Stromerzeugung. Über eine südöstlich der Staumauer errichtete Hochwasserentlastung fällt das überschüssige Wasser senkrecht in einen Entlastungstunnel und kann in dem rund 160 m entfernten Turbinenhaus, dass im Jahr 2003 errichtet wurde, zur Stromerzeugung genutzt werden. Die Kaplan-Turbine, die in das Kraftwerk eingebaut wurde, verfügt über eine Leistung von 1,32 MW

## Zukünftige Planung
Am 17. Juni 2019 berichtete die Otago Daily Times, dass ein Bewässerungsprojekt in Planung wäre, zu dem unterhalb des bestehenden Damms ein neuer, 6 m höherer Damm errichtet werden soll, der das Aufstauen eines Sees mit der doppelten Speicherkapazität ermöglichen würde.